# تل باکون
تَلِ باکون  در استان فارس در نزدیکی تخت جمشید قرار دارد.
در فعالیت‌های باستان‌شناسی دو دوره باکون و لپوئی متعلق به پیش از تاریخ است.
سفالهای منقوش این ناحیه باستانی بسیار زیبا و معروف است. نقوش این سفال‌ها استیلیزه و خلاصه شده و از لحاظ هنری بسیار با ارزش است.
اولین سایت مدیریت در دنیا است(۴۲۰۰ پ. م). فرهیخته‌ترین سفال جهان سفال منقوش باکون است.

## ثبت آثار ملی
تل باکون که به شماره ۱۸۹ در تاریخ ۱۸/۴/۱۳۱۱ در فهرست آثار ملی ایران به ثبت رسیده‌است در سال ۱۳۱۲ توسط پروفسور ارنست هرتسفلد مورد کاوش قرار گرفت.

## ظرفهای سفالی صلیبی

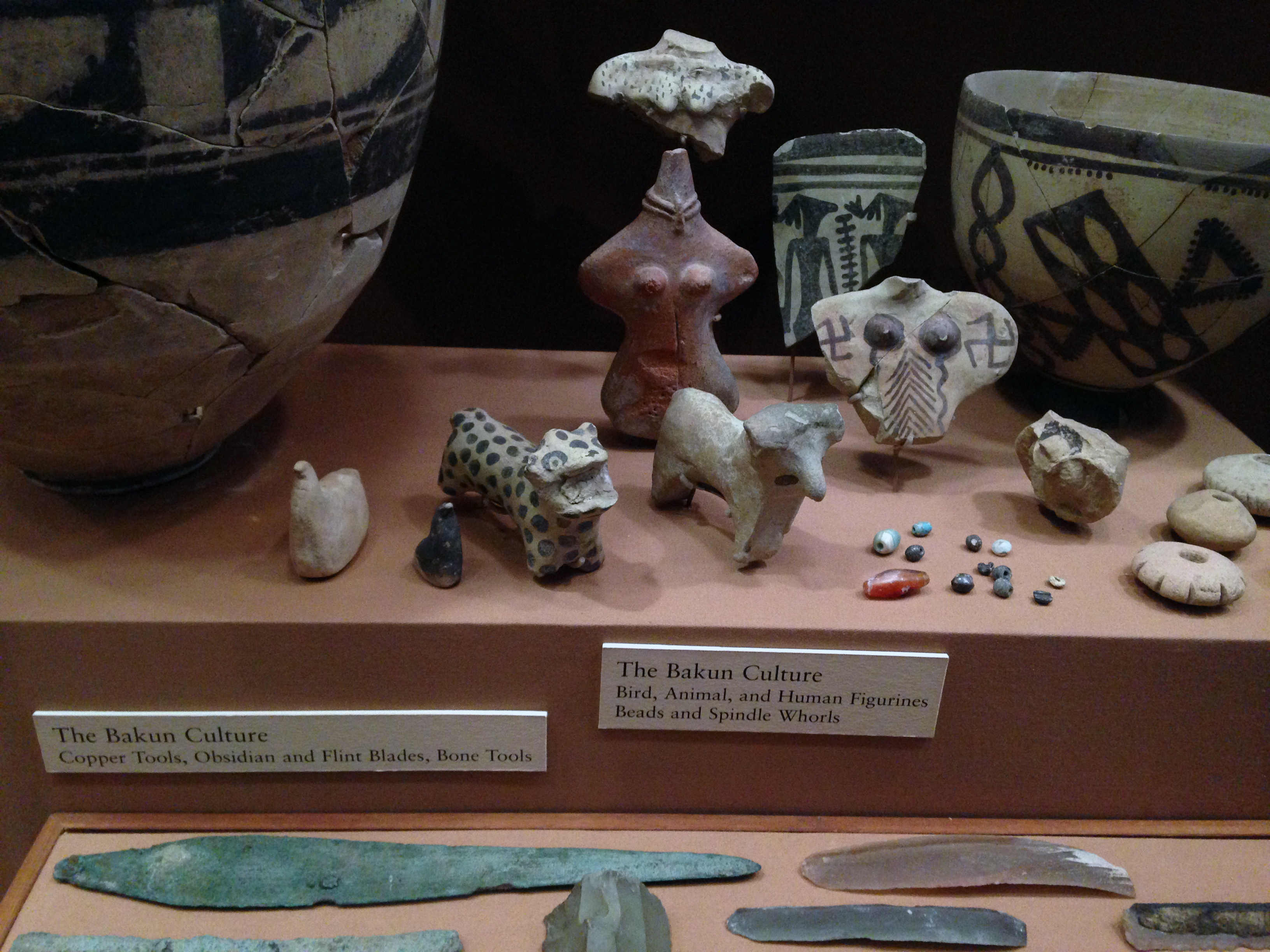
مصنوعات تل باکون در مؤسسه خاورشناسی دانشگاه شیکاگو

اما آنچه اهمیت بیشتری از سایر آثار دارد نقش صلیب شکسته‌است که ویژهٔ دینهای آریایی بوده و بعدها که ادیان هندویی جدا شده‌اند این صلیب همچنان نماد دین هندویی باقی مانده‌است. صلیبهای تل باکون هم به شکل + هستند و هم به شکل سواتسیکای آریایی یا صلیب شکسته که خود نشان دهنده ارتباط بین دو است یا آنکه در دایره‌ای محصورند و گاهی هم درون مربعی جای دارند. این نماد (صلیب) ازجمله اضافات تصادفی در یک طرح شلوغ نیست،
چلیپای شکسته در بسیاری از هنرها و طراحی‌های تاریخ بشری بخصوص در حوزه جغرافیایی تمدن پرشیا پدیدار می‌باشد، نشان بسیاری از چیزها، همچون خوش‌اقبالی، خورشید در آئین مهرپرستی، برهما یا هندوها بود. در روزگار باستان، صلیب شکسته در بین سومری‌ها، سلت‌ها و یونانی‌ها استفاده می‌شد.
در غرب اما، چلیپای شکسته یا سواستیکا به عنوان نماد نازیسم شناخته می‌شود

## معماری
در تل باکون در مرودشت ۷۵۰۰ سال پیش سکونت‌گاهی تشکیل شد که تا ۵٫۴۰۰ سال پیش مسکون بوده‌است.
در این سکونت‌گاه تعدادی خانه با دیوارهایی از خشت و کاه باقی مانده‌است. برخی از این خانه‌ها یک یا دو دیوار مشترک داشته‌اند. روی بعضی از دیوارهای آن‌ها به‌شکل نوارهای رنگی موازی تزئیناتی انجام شده‌است. سقف‌ها احتمالاً از تیر چوبی ، حصیر، و کاهگل ساخته می‌شده‌است. بین هر چند منزل فضایی باز هست که بناها به آن مرتبط بوده‌اند. ۱۲ انباری نیز در مجموعه کاوش شده که نشان‌دهندهٔ نقش تجاری آن در منطقه است.
وجود ساختمانی بزرگ، که در آن جای بیش از ۱۰۰ مُهر یافت شده، شاهدی بر وجود فن مدیریت شهری در یک جامعهٔ نوسنگی است.